# Rachel Roosevelt
Rachel Madeline Roosevelt (Hartford, 25 agosto 1983) è un'ex sciatrice alpina statunitense.

## Biografia
Attiva in gare FIS dal dicembre del 1998, in Nor-Am Cup la Roosevelt esordì il 22 febbraio 1999 a Sugarloaf in supergigante, senza completare la prova, ottenne due podi, il 1º marzo 2001 a Whistler in discesa libera (3ª) e il 13 dicembre 2003 a Lake Louise nella medesima specialità (2ª), e prese per l'ultima volta il via il 1º dicembre 2007 a Winter Park in slalom speciale (30ª). Si ritirò durante quella stessa stagione 2007-2008 e la sua ultima gara fu uno slalom speciale universitario disputato il 9 febbraio a Taos, chiuso dalla Roosevelt al 7º posto; in carriera non debuttò in Coppa del Mondo né prese parte a rassegne olimpiche o iridate.

## Palmarès

### Nor-Am Cup
- Miglior piazzamento in classifica generale: 10ª nel 2004
- 2 podi:
  - 1 secondo posto
  - 1 terzo posto